# 老城镇 (武城县)
老城镇，是中华人民共和国山東省德州市武城县下辖的一个乡镇级行政单位。

## 行政区划
老城镇下辖以下地区：
新街社区、新和社区、新运社区、范庄社区、新南屯社区、东寺庙社区、顺杨社区、瑞杨社区、兴杨社区、建杨社区、东关村、三义村、六合村、三合村、仓上村、祖寨村、东屯村、大赵庄村、后王庄村、祝官屯村、小王庄村、兴寨新村、沙庄新村、西杨村、隋庄村、梁院村、吕洼村、勾庄村、孟庄村、戚庄村、魏官屯村、吴庄村和闫沟村。